# Olli Rahnasto
Olli Rahnasto, né le 28 décembre 1965 à Seinäjoki, est un ancien joueur de tennis professionnel finlandais.
Il a gagné 2 titres en double, a participé à 2 autres finales et a atteint la 79e place mondiale en simple le 26 mai 1986.

## Palmarès

### Titres en double messieurs
| No | Date       | Nom et lieu du tournoi                       | Catégorie    | Dotation  | Surface      | Partenaire     | Finalistes                 | Score         |  |
| -- | ---------- | -------------------------------------------- | ------------ | --------- | ------------ | -------------- | -------------------------- | ------------- |  |
| 1  | 12-08-1985 | Society Bank Tennis Classic Cleveland        |              | 80 000 $  | Dur (ext.)   | Leo Palin      | Hank Pfister Ben Testerman | 6-3, 6-7, 7-6 |  |
| 2  | 09-08-1993 | Tournoi de tennis de Saint-Marin Saint-Marin | World Series | 275 000 $ | Terre (ext.) | Daniel Orsanic | Juan Garat Roberto Saad    | 6-4, 1-6, 6-3 |  |

### Finales en double messieurs
| No | Date       | Nom et lieu du tournoi            | Catégorie    | Dotation  | Surface      | Vainqueurs                         | Partenaire     | Score         |  |
| -- | ---------- | --------------------------------- | ------------ | --------- | ------------ | ---------------------------------- | -------------- | ------------- |  |
| 1  | 30-09-1991 | Athens International Athènes      | World Series | 125 000 $ | Terre (ext.) | Jacco Eltingh Mark Koevermans      | Menno Oosting  | 5-7, 7-6, 7-5 |  |
| 2  | 24-08-1992 | Waldbaum’s Hamlet Cup Long Island | World Series | 235 000 $ | Dur (ext.)   | Francisco Montana Greg Van Emburgh | Gianluca Pozzi | 6-4, 6-2      |  |

## Parcours dans les tournois duGrand Chelem

### En simple
| Année | Open d'Australie | Open d'Australie | Internationaux de France | Internationaux de France | Wimbledon       | Wimbledon      | US Open        | US Open     |
| ----- | ---------------- | ---------------- | ------------------------ | ------------------------ | --------------- | -------------- | -------------- | ----------- |
| 1989  | —                | —                | 2e tour (1/32)           | J. Bates                 | 1er tour (1/64) | R. Matuszewski | 2e tour (1/32) | C.-U. Steeb |

N.B. : à droite du résultat se trouve le nom de l'ultime adversaire.

### En double
| Année | Open d'Australie            | Open d'Australie     | Internationaux de France    | Internationaux de France | Wimbledon                     | Wimbledon             | US Open                   | US Open                     |
| ----- | --------------------------- | -------------------- | --------------------------- | ------------------------ | ----------------------------- | --------------------- | ------------------------- | --------------------------- |
| 1986  | —                           | —                    | 1er tour (1/32) P. Carlsson | B. Dadillon T. Pham      | —                             | —                     | 2e tour (1/16) J. Bates   | P. Annacone C. van Rensburg |
| 1988  | —                           | —                    | —                           | —                        | 2e tour (1/16) S. Medem       | P. Aldrich D. Visser  | —                         | —                           |
| 1989  | —                           | —                    | 2e tour (1/16) T. Nydahl    | C. Pioline G. Raoux      | 1er tour (1/32) M. Gustafsson | M. Mečíř M. Woodforde | 1er tour (1/32) A. Volkov | D. Cahill M. Kratzmann      |
| 1992  | —                           | —                    | 1er tour (1/32) O. Jonsson  | B. Garnett T. Svantesson | 2e tour (1/16) G. Pozzi       | K. Kinnear S. Salumaa | 2e tour (1/16) G. Pozzi   | S. Casal E. Sánchez         |
| 1993  | 1er tour (1/32) B. Devening | G. Michibata D. Pate | —                           | —                        | —                             | —                     | —                         | —                           |

N.B. : le nom du ou de la partenaire se trouve sous le résultat ; le nom des ultimes adversaires se trouve à droite.

### En double mixte
| Année | Open d'Australie | Open d'Australie | Internationaux de France | Internationaux de France | Wimbledon                    | Wimbledon         | US Open | US Open |
| ----- | ---------------- | ---------------- | ------------------------ | ------------------------ | ---------------------------- | ----------------- | ------- | ------- |
| 1992  | —                | —                | —                        | —                        | 1er tour (1/32) K. Habšudová | J. Durie J. Bates | —       | —       |

N.B. : le nom du ou de la partenaire se trouve sous le résultat ; le nom des ultimes adversaires se trouve à droite.